# Unternehmen Schlafsack
Unternehmen Schlafsack ist ein im Zweiten Weltkrieg spielender, deutscher Kinofilm von Arthur Maria Rabenalt mit Paul Klinger, Eva-Ingeborg Scholz und Karlheinz Böhm in den Hauptrollen. Der Geschichte liegt ein Roman von Hans Nogly zugrunde.

## Handlung
Berlin 1944, die deutsche Wehrmacht befindet sich an allen Frontabschnitten auf dem Rückzug. Hauptmann Brack, der eine Sturmgeschützbatterie befehligt, wird infolge eines Irrtums im Heerespersonalamt durch ein Telefonat einer in ihn verliebten Sekretärin des OKH mit der Führung eines Sonderkommandos in geheimem Auftrag betraut. Er kann daher nicht zu seiner Einheit an die schwer umkämpfte Ostfront zurückkehren, wo seine Leute allmählich durch den Gegner zerrieben werden. Brack erkennt rasch, dass es sich bei seinem neuen Einsatz um einen bürokratisch begründeten Fehler handeln muss, weiß aber auch: Befehl ist Befehl, und da lässt sich nichts ändern. Der Hauptmann versucht nun, das Beste aus seinem neuen Auftrag zu machen und zugleich seine eigenen Leute nicht dem sinnlosen „Heldentod“ an der sowjetischen Front zu opfern. Und so beordert Brack, nunmehr mit einer ungewöhnlichen Machtbefugnis ausgestattet, per Fernschreiben die Mitglieder seiner Fronteinheit kurzerhand nach Berlin zurück, um sie angeblich bei einem nebulösen „Sonderkommando“ einsetzen zu können.
So aus der Gefahrenzone entfernt, muss Hauptmann Brack nun dafür sorgen, dass seine Leute daheim in Berlin nicht nutzlos herumsitzen, da sie sonst bei seinen Vorgesetzten auffallen und das Manöver auffliegen könnte. Brack täuscht daher im Rahmen eines „Unternehmens Schlafsack“ rege Betriebsamkeit vor, doch lange kommt er damit, angesichts massiven Mangels an Soldaten für den Fronteinsatz, nicht durch. Ein besonders ehrgeiziger und linientreuer Jungoffizier seiner Batterie entdeckt den Schwindel und lässt Brack schließlich auffliegen. Die Konsequenzen sind dramatisch: Der Hauptmann wird im Frühjahr 1945 vor ein Kriegsgericht gestellt und zum Tode verurteilt. Ehe es zur Vollstreckung des Urteils kommen kann, ist jedoch der Krieg beendet.
Brack schreibt direkt nach dem Krieg ein Buch über das Unternehmen und sieht so seine große Liebe, die Sekretärin aus dem OKH, wieder.

## Produktionsnotizen
Der Film entstand im Atelier Hamburg-Wandsbek mit Außenaufnahmen von Hamburg und Umgebung. Unternehmen Schlafsack wurde am 23. September 1955 in Bochum und Karlsruhe uraufgeführt. Die (West-)Berliner Premiere fand am 7. Oktober 1955 statt.
Gyula Trebitsch war Herstellungsleiter, Heinz-Günter Sass Produktionsleiter. Herbert Kirchhoff und Albrecht Becker zeichneten für die Filmbauten verantwortlich, Trebitsch-Gattin Erna Sander entwarf die Kostüme. Erwin Lange gestaltete die Spezialeffekte. Günter Haase arbeitete als einfacher Kameramann Albert Benitz zu.

## Auszeichnungen
Die FBL verlieh dem Film das Prädikat wertvoll.

## Kritik
Im Lexikon des Internationalen Films heißt es: „Die Köpenickade eines deutschen Hauptmanns im Zweiten Weltkrieg, der die ihm unterstellten Soldaten durch einen hochstaplerisch vorgetäuschten Sonderauftrag von der Ostfront nach Berlin rettet. Der Film hat eine originelle Story, ist sauber, wenn auch etwas zu glatt inszeniert und vermeidet mit Erfolg die allzu große Nähe zum Militärschwank.“